# Vorwahlergebnisse bei den Wahlen in Massachusetts 1918
Diese Seite führt die Ergebnisse der Vorwahlen zu den Wahlen in Massachusetts 1918.

## Exekutive

### Demokraten
| Kandidat          | Amt                                              | Stimmen | Anteil |
| ----------------- | ------------------------------------------------ | ------- | ------ |
| Richard H. Long   |                                                  | 23.546  | 38,7 % |
| William A. Gaston | Kandidat bei den Gouverneurswahlen 1902 und 1903 | 20.968  | 34,4 % |
| Edward P. Barry   | Ehemaliger Vizegouverneur                        | 16.411  | 26,9 % |
| Sonstige          |                                                  | 3       | 0 %    |

| Kandidat         | Amt                             | Stimmen | Anteil |
| ---------------- | ------------------------------- | ------- | ------ |
| Joseph H. O’Neil | Ehemaliger Kongressabgeordneter | 3.948   | 95,0 % |
| Sonstige         |                                 | 208     | 5,0 %  |

| Kandidat          | Amt | Stimmen | Anteil |
| ----------------- | --- | ------- | ------ |
| Charles H. McGlue |     | 3.423   | 98,0 % |
| Sonstige          |     | 71      | 2,0 %  |

| Kandidat         | Amt | Stimmen | Anteil |
| ---------------- | --- | ------- | ------ |
| Charles Giddings |     | 3.411   | 97,7 % |
| Sonstige         |     | 82      | 2,3 %  |

| Kandidat            | Amt | Stimmen | Anteil |
| ------------------- | --- | ------- | ------ |
| Francis M. Costello |     | 3.553   | 99,1 % |
| Sonstige            |     | 33      | 0,9 %  |

| Kandidat               | Amt | Stimmen | Anteil |
| ---------------------- | --- | ------- | ------ |
| Joseph L. P. St. Coeur |     | 3.367   | 98,7 % |
| Sonstige               |     | 44      | 1,3 %  |

### Republikaner
| Kandidat        | Amt                        | Stimmen | Anteil |
| --------------- | -------------------------- | ------- | ------ |
| Calvin Coolidge | Amtierender Vizegouverneur | 81.238  | 100 %  |
| Sonstige        |                            | 22      | 0 %    |

| Kandidat        | Amt                                                             | Stimmen | Anteil |
| --------------- | --------------------------------------------------------------- | ------- | ------ |
| Channing H. Cox | Amtierender Sprecher des Repräsentantenhauses von Massachusetts | 58.481  | 68,5 % |
| Guy Andrew Ham  | Kandidat in den Vorwahlen für das Amt 1915                      | 26.957  | 31,6 % |
| Sonstige        |                                                                 | 1       |        |

| Kandidat          | Amt         | Stimmen | Anteil |
| ----------------- | ----------- | ------- | ------ |
| Albert P. Langtry | Amtsinhaber | 78.824  | 100 %  |
| Sonstige          |             | 3       | 0 %    |

| Kandidat           | Amt         | Stimmen | Anteil |
| ------------------ | ----------- | ------- | ------ |
| Charles L. Burrill | Amtsinhaber | 7.260   | 85,0 % |
| Frank W. Thayer    |             | 1.285   | 15,0 % |

| Kandidat           | Amt         | Stimmen | Anteil |
| ------------------ | ----------- | ------- | ------ |
| Alonzo B. Cook     | Amtsinhaber | 69.467  | 86,1 % |
| Alonzo P. Grinnell |             | 11.185  | 13,9 % |
| Sonstige           |             | 1       | 0 %    |

| Kandidat        | Amt                                                  | Stimmen | Anteil |
| --------------- | ---------------------------------------------------- | ------- | ------ |
| Henry C. Atwill | Amtsinhaber                                          | 52.138  | 63,0 % |
| J. Weston Allen | Abgeordneter im Repräsentantenhaus von Massachusetts | 30.648  | 37,0 % |
| Sonstige        |                                                      | 1       | 0 %    |

### Sozialisten
| Kandidat              | Amt | Stimmen | Anteil |
| --------------------- | --- | ------- | ------ |
| Sylvester J. McBridge |     | 319     |        |
| Sonstige              |     | 1       |        |

## State Senate

### Demokraten
In folgenden Distrikten nominierten die Demokraten keine eigenen Kandidaten:
| Kandidat        | Amt | Stimmen | Anteil |
| --------------- | --- | ------- | ------ |
| William T. Dunn |     | 354     | 100 %  |

| Kandidat | Amt | Stimmen |  |
| -------- | --- | ------- |  |
|          |     |         |  |
|          |     |         |  |
|          |     |         |  |

- Cape and Plymouth
- 1. Bristol
- 2. Bristol
- Norfolk and Suffolk
- 3. Essex
- 4. Essex
- 1. Middlesex
- 3. Middlesex
- 5. Middlesex
- 7. Middlesex
- 8. Middlesex
- Worcester and Hampden
- Berkshire, Hampshire and Hampden
- Franklin and Hampshire
- 1. Hampden

### Republikaner
Die Republikaner nominierten in 18 der 40 Wahlbezirke den jeweiligen Amtsinhaber erneut auf. In 20 Bezirken kam es zu Kampfkandidaturen,
| Kandidat           | Amt         | Stimmen | Anteil |
| ------------------ | ----------- | ------- | ------ |
| Charles L. Gifford | Amtsinhaber | 1.645   | 100 %  |

| Kandidat      | Amt | Stimmen | Anteil |
| ------------- | --- | ------- | ------ |
| Silas D. Reed |     | 2.473   | 100 %  |
| Sonstige      |     | 1       | 0 %    |

| Kandidat         | Amt         | Stimmen | Anteil |
| ---------------- | ----------- | ------- | ------ |
| Walter E. McLane | Amtsinhaber | 2.014   | 100 %  |

| Kandidat       | Amt         | Stimmen | Anteil |
| -------------- | ----------- | ------- | ------ |
| John Halliwell | Amtsinhaber | 3.117   | 100 %  |

| Kandidat           | Amt         | Stimmen | Anteil |
| ------------------ | ----------- | ------- | ------ |
| Edward N. Dahlborg | Amtsinhaber | 1.338   | 68,6 % |
| Farnham Gillespie  |             | 613     | 41,4 % |

| Kandidat               | Amt         | Stimmen | Anteil |
| ---------------------- | ----------- | ------- | ------ |
| David S McIntosh       | Amtsinhaber | 1.621   | 61,7 % |
| William O. Souther Jr. |             | 595     | 22,7 % |
| D. Perry Rice          |             | 410     | 15,6 % |

| Kandidat         | Amt         | Stimmen | Anteil |
| ---------------- | ----------- | ------- | ------ |
| Harold L. Perrin | Amtsinhaber | 2.339   | 100 %  |

| Kandidat       | Amt | Stimmen | Anteil |
| -------------- | --- | ------- | ------ |
| John A. Curtin |     | 1.803   | 100 %  |

| Kandidat     | Amt         | Stimmen | Anteil |
| ------------ | ----------- | ------- | ------ |
| John E. Beck | Amtsinhaber | 2.203   | 100 %  |
| Sonstige     |             | 1       | 0 %    |

| Kandidat          | Amt | Stimmen | Anteil |
| ----------------- | --- | ------- | ------ |
| Francesco Pastore |     | 169     | 100 %  |

| Kandidat        | Amt | Stimmen | Anteil |
| --------------- | --- | ------- | ------ |
| Albert A. Stolp |     | 258     | 100 %  |

| Kandidat        | Amt | Stimmen | Anteil |
| --------------- | --- | ------- | ------ |
| Charles E. Lord |     | 313     | 100 %  |

| Kandidat           | Amt                                                             | Stimmen | Anteil |
| ------------------ | --------------------------------------------------------------- | ------- | ------ |
| Malcolm E. Nichols | Ehemaliger Abgeordneter im Repräsentantenhaus von Massachusetts | 1.086   | 100 %  |

| Kandidat     | Amt | Stimmen | Anteil |
| ------------ | --- | ------- | ------ |
| Joseph Lundy |     | 487     | 100 %  |

| Kandidat             | Amt | Stimmen | Anteil |
| -------------------- | --- | ------- | ------ |
| Joseph H. Loring     |     | 330     | 37,1 % |
| Benjamin H. Hunt Jr. |     | 284     | 31,9 % |
| Fred W. Connolly     |     | 275     | 30,9 % |

| Kandidat          | Amt                                                  | Stimmen | Anteil |
| ----------------- | ---------------------------------------------------- | ------- | ------ |
| Simon Swig        | Abgeordneter im Repräsentantenhaus von Massachusetts | 1.651   | 48,5 % |
| John Ballantyne   |                                                      | 1.556   | 45,8 % |
| Herman Loewenberg |                                                      | 194     | 5,7 %  |

| Kandidat          | Amt                                                  | Stimmen | Anteil |
| ----------------- | ---------------------------------------------------- | ------- | ------ |
| Samuel B. Finkel  |                                                      | 972     | 45,8 % |
| Alpheus Stanford  |                                                      | 830     | 39,1 % |
| Robert B. Martin  | Abgeordneter im Repräsentantenhaus von Massachusetts | 227     | 10,7 % |
| William E. Harvey |                                                      | 92      | 4,3 %  |

| Kandidat               | Amt         | Stimmen | Anteil |
| ---------------------- | ----------- | ------- | ------ |
| George H. Jackson      | Amtsinhaber | 1.146   | 33,6 % |
| Martin L. Quinn        |             | 869     | 25,5 % |
| Charles B. Frothingham |             | 827     | 24,3 % |
| Charles H. Annis       |             | 568     | 16,7 % |

| Kandidat           | Amt | Stimmen | Anteil |
| ------------------ | --- | ------- | ------ |
| Augustus P. Loring |     | 1.687   | 52,8 % |
| E. Howard Perley   |     | 1.511   | 47,2 % |

| Kandidat         | Amt         | Stimmen | Anteil |
| ---------------- | ----------- | ------- | ------ |
| Charles D. Brown | Amtsinhaber | 1.863   | 99,9 % |
| Sonstige         |             | 1       | 0,1 %  |

| Kandidat        | Amt                                                  | Stimmen | Anteil |
| --------------- | ---------------------------------------------------- | ------- | ------ |
| Albert L. Nason | Abgeordneter im Repräsentantenhaus von Massachusetts | 2.126   | 99,9 % |
| Sonstige        |                                                      | 2       | 0,1 %  |

| Kandidat          | Amt                                                  | Stimmen | Anteil |
| ----------------- | ---------------------------------------------------- | ------- | ------ |
| Nesbit G. Gleason | Abgeordneter im Repräsentantenhaus von Massachusetts | 1.725   | 55,2 % |
| James R. Tetler   | Abgeordneter im Repräsentantenhaus von Massachusetts | 1.401   | 44,8 % |

| Kandidat          | Amt                                                  | Stimmen | Anteil |
| ----------------- | ---------------------------------------------------- | ------- | ------ |
| Thomas Weston Jr. | Abgeordneter im Repräsentantenhaus von Massachusetts | 2.782   | 100 %  |

| Kandidat            | Amt                                                  | Stimmen | Anteil |
| ------------------- | ---------------------------------------------------- | ------- | ------ |
| George H. Carrick   | Abgeordneter im Repräsentantenhaus von Massachusetts | 1.004   | 39,3 % |
| Arthur F. Blanchard |                                                      | 918     | 35,9 % |
| Charles N. James    |                                                      | 633     | 24,8 % |
| Sonstige            |                                                      | 6       | 0,2 %  |

| Kandidat       | Amt                                                  | Stimmen | Anteil |
| -------------- | ---------------------------------------------------- | ------- | ------ |
| Joseph O. Knox | Abgeordneter im Repräsentantenhaus von Massachusetts | 2.152   | 100 %  |

| Kandidat          | Amt         | Stimmen | Anteil |
| ----------------- | ----------- | ------- | ------ |
| James E. Cavanagh | Amtsinhaber | 1.600   | 99,9 % |
| Sonstige          |             | 1       | 0,1 %  |

| Kandidat         | Amt         | Stimmen | Anteil |
| ---------------- | ----------- | ------- | ------ |
| Charles S. Smith | Amtsinhaber | 1.882   | 100 %  |

| Kandidat          | Amt         | Stimmen | Anteil |
| ----------------- | ----------- | ------- | ------ |
| Edwin T. McKnight | Amtsinhaber | 2.056   | 57,5 % |
| Winfield F. Prime |             | 1.522   | 42,5 % |

| Kandidat        | Amt                                                  | Stimmen | Anteil |
| --------------- | ---------------------------------------------------- | ------- | ------ |
| Edward B. Eames | Abgeordneter im Repräsentantenhaus von Massachusetts | 1.205   | 100 %  |

| Kandidat            | Amt         | Stimmen | Anteil |
| ------------------- | ----------- | ------- | ------ |
| Arthur W. Colburn   | Amtsinhaber | 2.098   | 66,4 % |
| Hamlet S. Greenwood |             | 1.063   | 33,6 % |

| Kandidat           | Amt         | Stimmen | Anteil |
| ------------------ | ----------- | ------- | ------ |
| James L. Harrop    | Amtsinhaber | 1.595   | 63,1 % |
| Charles R. Johnson |             | 934     | 36,9 % |

| Kandidat              | Amt         | Stimmen | Anteil |
| --------------------- | ----------- | ------- | ------ |
| Clarence W. Hobbs Jr. | Amtsinhaber | 944     | 99,9 % |
| Sonstige              |             | 1       | 0,1 %  |

| Kandidat        | Amt                                                  | Stimmen | Anteil |
| --------------- | ---------------------------------------------------- | ------- | ------ |
| Walter A. Hardy | Abgeordneter im Repräsentantenhaus von Massachusetts | 1.261   | 100 %  |

| Kandidat          | Amt | Stimmen | Anteil |
| ----------------- | --- | ------- | ------ |
| Francis Prescott  |     | 2.001   | 69,3 % |
| George J. Brunell |     | 887     | 30,7 % |

| Kandidat            | Amt                                                  | Stimmen | Anteil |
| ------------------- | ---------------------------------------------------- | ------- | ------ |
| Warren E. Tarbell   | Abgeordneter im Repräsentantenhaus von Massachusetts | 1.137   | 51,8 % |
| George F. Morse Jr. |                                                      | 1.056   | 42,2 % |

| Kandidat           | Amt                                                  | Stimmen | Anteil |
| ------------------ | ---------------------------------------------------- | ------- | ------ |
| George A. Hastings | Amtsinhaber                                          | 1.861   | 59,0 % |
| Robert T. Kent     | Abgeordneter im Repräsentantenhaus von Massachusetts | 1.293   | 41,0 % |

| Kandidat         | Amt | Stimmen | Anteil |
| ---------------- | --- | ------- | ------ |
| Leonard F. Hardy |     | 1.958   | 99,9 % |
| Sonstige         |     | 1       |        |

| Kandidat            | Amt         | Stimmen | Anteil |
| ------------------- | ----------- | ------- | ------ |
| George B. Churchill | Amtsinhaber | 2.332   | 69,8 % |
| Lyman W. Griswold   |             | 1.007   | 30,2 % |

| Kandidat              | Amt         | Stimmen | Anteil |
| --------------------- | ----------- | ------- | ------ |
| George D. Chamberlain | Amtsinhaber | 1.767   | 99,9 % |
| Sonstige              |             | 2       | 0,1 %  |

| Kandidat           | Amt | Stimmen | Anteil |
| ------------------ | --- | ------- | ------ |
| George E. Haggerty |     | 912     | 100 %  |

### Sozialisten
| Kandidat          | Amt | Stimmen | Anteil |
| ----------------- | --- | ------- | ------ |
| Hayden S. Stevens |     | 9       | 100 %  |

| Kandidat       | Amt | Stimmen | Anteil |
| -------------- | --- | ------- | ------ |
| Zoel Thibadeau |     | 15      | 100 %  |

| Kandidat           | Amt | Stimmen | Anteil |
| ------------------ | --- | ------- | ------ |
| Louis E. Henderson |     | 1       | 100 %  |

| Kandidat         | Amt | Stimmen | Anteil |
| ---------------- | --- | ------- | ------ |
| Chester W. Bixby |     | 44      | 100 %  |

| Kandidat            | Amt | Stimmen | Anteil |
| ------------------- | --- | ------- | ------ |
| Walter P. J. Skahan |     | 7       | 100 %  |